# كفر الماء (إربد)
كفرالماء هي إحدى بلدات لواء الكورة، التابعة لمحافظة إربد الأردنية، وتبعد عن إربد مركز المحافظة 28 كم نحو الجنوب الغربي وعن العاصمة عمان حوالي 81 كم في الاتجاه الشمالي الغربي.

## أصل التسمية
كفرالماء مكونة من شطرين: الأول«كفر» بفتح الكاف تعني باللغة العربية «القرية الزراعية» والثاني «الماء» ويعني في أفضل تفسيراته «قرية الماء» نظراً لانتشار ابار تجميع المياه و/أو كثرة ينابيع المياه على أطراف القرية في الماضي.
وتوجد قرية بنفس الاسم " كفر الما "وتقع في سهل حوران السوري بالقرب من بلدة «جملة», على اطراف وادي الرقاد

## الموقع الجغرافي
تقع قرية كفرالماء ضمن المناطق الشفا غورية الشمالية، وعلى الهضبة الشمالية لجبال عجلون التي تفصل بين غور الأردن الشمالي وسهول حوران في شمال الأردن.

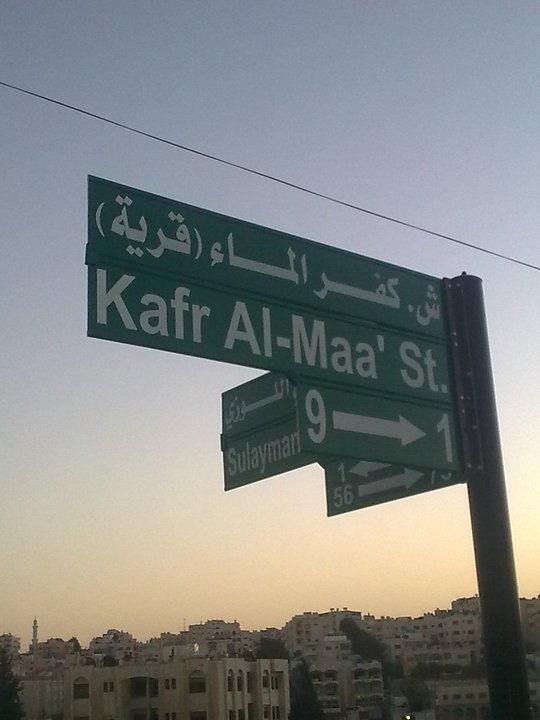
شارع كفرالماء في العاصمة عمان

## كفرالماء في الحاضر
هي بلدة عدد سكانها حوالي 18 الف نسمة، يعمل معظم سكانها في الوظائف الحكومية والجيش، والقليل منهم في الزراعة تتوفر فيها الخدمات الحكومية من مدارس ثانوية وأساسية ومركز صحي ومبنى بلدية وجمعية خيرية والعديد من المساجد ونادي رياضي.
اما بالنسبة للزراعة فقد تراجعت في العقدين الاخيريين وذلك لاقبال الناس على العمل في الوظائف الحكومية والعسكرية لعدم وجود جدوى اقتصادية من الزراعة، وتشتهر كفر الماء بزراعة الزيتون والقمح والشعير والباميا.
كما تمتاز كفرالماء بأنها تتوسط لواء الكورة وقربها من مركز اللواء دير أبي سعيد حيث الدوائر والمؤسسات الحكومية والمركز التجاري لـ لواء الكورة.

## كفر الماء عبر التاريخ
لقد أثبتت الدراسات التاريخية والمسوحات الأثرية المختلفة بأن قرية كفرالماء من أقدم القرى في منطقة لواء الكورة، من الناحية التاريخية، ومرت بعصور مختلفة منها:
- أولاً: العصور العربية الإسلامية: لا نستطيع الجزم بأن القرية عامرة في عصور صدر الإسلام، ولكننا لا نستطيع النفي أيضاً، ويمكن ترجيح أن القرية كانت قائمة في ذلك العصر حيث وجدت بعض الآثار والبقايا الأموية في خربة الصوان التي ترتبط بالقرية.

- ثانياً: العصر المماليك: كانت كفرالماء عاصمة الكورة في هذا العصر وكانت مركز الشعاع العلمي في ذلك العصر، وكانت تحتوي على أمجاد قديمة تعود للعصر المملوكي وكانت مركز للتموين والذخيرة العسكرية، وهذا يشير إلى أهمية كفرالماء من الناحية العلمية في ذلك العصر وجود عدد من العلماء الذين ينتسبون إلي كفرالماء وهم:
  - العز بن عبد السلام بن داود بن عثمان بن القاضي شهاب الدين وولد في كفرالماء.
  - عباس بن عبد المؤمن بن عباس الكفرماوي ولد فيها عام 720هـ.
  - إبراهيم بن سرايا العامري الكفرماوي.

- ثالثاً: العصر العثماني: حيث تراجعت أهمية كفرالماء وفقدت الكثير من أهميتها العلمية والإدارية، حيث قلّت أخبارها ومركزها. فمن المحتمل أن العثمانيين أرادوا إخفاء المعالم المملوكية حيث انتقل الثقل السكاني إلى قرية تبنه

## العشائر في كفرالماء
تعد العشائر في كفرالماء امتداداً للأُصول العشائرية في قرية تبنة، حيث أن معظم عشائر اللواء كانت تقيم في البلدة الام (تبنة) وكانت هذه القرى تعد بالنسبة لهم بمثابة المزارع الخلفية.
وبعد أن ازدادت اعداد السكان وأصبح من الصعوبة تقسيم الأراضي كل عام على التوالي بين العشائر كان الحل بتقسيم المناطق (القرى) على العشائر بناءً على عدد الأولاد الذكور من كل عشيره وكان ذلك عام 1889م، وبعدها ارتحلت معظم العشائر إلى أراضيها في قرى دير ابي سعيد وكفرالماء وارحابا وعنبة والسمط ومرحبا.
العشائر التي تسكن كفرالماء في الوقت الحالي:
- بني ياسين
- بني دومي
- بني عامر
- الشقيرات (أبو شقير)
- الرفاعي
- الخطيب
- الشريدة
- الطبنجة